# Víchuga
Víchuga (en ruso: Вичуга) es la cuarta ciudad más grande del óblast de Ivánovo, Rusia. Cuenta con una población de 35 792 habitantes.

## Historia
El municipio de Víchuga se formó por decreto de 6 de junio de 1925 del Comité Ejecutivo Central con la unión de tres docenas de pueblos. Los tres pueblos principales, que se hallan alrededor de las infraestructuras fabriles, todavía conservan una independencia relativa, que es una característica de la ciudad. La ciudad debe su nombre a la estación de tren (Nueva Víchuga), que deriva del nombre de los pobladores de la zona, cuyo poblado original recibió la denominación en 1938 de Víchuga Vieja.